# Association internationale de développement
Pour les articles homonymes, voir AID et IDA.
L'Association internationale de développement (anciennement AID, désormais IDA en référence à son abréviation anglaise), créée le 24 septembre 1960, est une des trois filiales de la Banque mondiale basée à Washington qui octroie des prêts et des dons aux pays les plus pauvres pour soutenir leur essor économique.

## Histoire
Les statuts de l’IDA sont entrés en vigueur en 1960. Les premiers prêts de l’IDA, appelés crédits, ont été approuvés en 1961 en faveur du Chili, du Honduras, de l’Inde et du Soudan.
La 14e réunion des pays donateurs, l'IDA-14, conclue en février 2005, permet à l’IDA de financer ses projets pour une période de trois ans qui prend fin le 30 juin 2008. Les contributions les plus importantes à l’IDA-14 sont versées par les États-Unis, le Royaume-Uni, le Japon, l’Allemagne, la France, l’Italie et le Canada (les pays formant l'ancien G7, devenu G8, actuellement à nouveau G7).
En décembre 2016, la Banque mondiale approvisionne d'un montant record de 75 milliards de dollars les fonds de l'IDA, avec l'objectif principal d'intensifier la lute contre l'extrême pauvreté. 75 pays à faible revenu sont concernés par le projet. 3 mois plus tard, dans le cadre d'un plan d'investissement de 57 milliards de dollars à destination de l'Afrique subsaharienne, la Banque mondiale annonce que l'IDA participera à hauteur de 45 milliards de dollars à ce projet.

## Description

### Objectif
L'Association internationale pour le développement accorde des prêts à long terme (échéances de 20, 35 ou 40 ans, assorties d’un délai de grâce de 10 ans, avant de devoir commencer à rembourser le principal) aux pays les plus pauvres de la planète. Les crédits à long terme et sans intérêt de l’IDA servent à financer des programmes qui vont permettre de construire les politiques, les institutions, les infrastructures et le capital humain que requiert un développement à la fois équitable et soutenable sur le plan environnemental.
Depuis sa création, l'IDA a prêté 500 milliards de dollars à 108 pays, dont la moitié à des pays africains, ciblant des projets de développement dans des domaines tels que l’éducation, la santé, les dispositifs de sécurité sociale, l’approvisionnement en eau potable et l’assainissement (36 %), la loi, la justice et l'administration publique (23 %), les infrastructures (14 %), l’agriculture et le développement rural (8 %).

### Éligibilité
Les emprunteurs de l’IDA ont des besoins de financement concessionnel très importants. Or le montant des fonds disponibles, qui est fixé après l’annonce par les États bailleurs de fonds du montant de leurs contributions, ne permet pas de couvrir la totalité de ces besoins. L’IDA doit donc décider de la manière dont les ressources dont elle dispose seront réparties entre les pays admissibles. Les décisions d’allocation sont fondées sur plusieurs critères, notamment les niveaux de revenu des pays et leurs antécédents dans la gestion de leur économie et des projets de l’IDA en cours de réalisation.
Pour être éligible aux ressources de l’IDA, un pays doit tout d’abord satisfaire aux conditions suivantes :
- avoir une pauvreté relative, à savoir un revenu national brut (RNB) par habitant, inférieur à un seuil établi et actualisé chaque année, soit 1 145 dollars pour l’exercice 2019 ;
- présenter une cote de crédit ne lui permettant pas d’emprunter aux conditions du marché, et donc avoir besoin de ressources concessionnelles pour financer son programme de développement.

Les pays sont ensuite évalués pour déterminer dans quelle mesure ils mettent en œuvre des politiques qui favorisent la croissance économique et la réduction de la pauvreté. Il s’agit de l’« évaluation de la politique et des institutions nationales » (CPIA). Cette évaluation et les résultats du portefeuille de projets du pays constituent ensemble la « notation IDA de la performance du pays ». Outre cette notation, la population et le revenu par habitant déterminent également le montant de l’allocation.
L’IDA propose une gamme de produits de financement — allant des dons aux prêts assortis des conditions de la BIRD — qui tiennent compte des variations du développement économique et social des pays IDA.
Les conditions de prêt qui s’appliquent à un pays sont déterminées en fonction de son risque de surendettement, de son revenu national brut (RNB) par habitant et de sa solvabilité pour emprunter à la Banque internationale pour la reconstruction et le développement (BIRD). Les dons constituent l’intégralité de l’aide financière aux pays à risque de surendettement élevé, et la moitié de l’aide apportée à ceux dont le risque de surendettement est moyen. D’autres bénéficiaires reçoivent des crédits de l’IDA à des conditions soit ordinaires soit mixtes et non concessionnelles, avec une échéance respective de 38 et 25 ans.

### Fonctionnement
L’IDA est supervisée par ses 173 pays actionnaires, qui composent le Conseil des gouverneurs. Ses activités sont administrées par le personnel opérationnel de la Banque, et par les États et les organes d’exécution dans les pays où elle finance des projets de développement.
L’IDA a toujours été principalement financée par les contributions des États membres. Les donateurs se réunissent tous les trois ans pour reconstituer les ressources de l’IDA et examiner son cadre d’action. La procédure de reconstitution des ressources consiste habituellement en quatre conférences officielles qui se déroulent sur une année. Outre les représentants des États bailleurs de fonds (appelés « délégués à l’IDA »), qui sont à présent plus de cinquante, des représentants des pays membres emprunteurs sont invités à y prendre part afin que les cadres d’action et de financement de l’IDA répondent bien aux besoins des pays. Les documents d’orientation examinés durant les négociations de reconstitution sont communiqués au public, et le projet d’accord est publié en ligne pour inviter le public à faire part de ses commentaires avant la dernière conférence. Le personnel de l’IDA dialogue aussi en permanence avec des organisations de la société civile (OSC), des fondations et des groupes de réflexion du monde entier.
L’actuel système de financement de l’IDA est exceptionnellement avantageux, puisque chaque dollar de contribution des partenaires en génère trois pour l’enveloppe des dépenses. Le fonds de l’IDA constitue à ce jour un des engagements les plus importants et les plus concrets pour parvenir à accroître les financements nécessaires à la réalisation des Objectifs de développement durable.

### Financement
La BIRD et l’IDA sont gérées suivant les mêmes règles. Elles partagent le même personnel et le même siège, elles relèvent du même président et évaluent les projets suivant les mêmes normes de rigueur. Mais l’IDA et la BIRD tirent leurs fonds de sources différentes pour le financement de leurs prêts et, dans la mesure où les crédits de l’IDA sont entièrement concessionnels, ses ressources doivent être régulièrement reconstituées. L'IDA est tributaire des contributions des plus riches de ses pays membres pour l’essentiel de ses ressources financières.
Les pays donateurs se réunissent tous les trois ans pour reconstituer les ressources de l’IDA et passer en revue ses politiques.
L’autre majeure partie provient des remboursements de ses crédits, y compris ceux effectués par les pays qui bénéficiaient de son IDAe dans le passé mais ont depuis été « reclassés » (terme qui signifie qu’ils n’ont plus besoin de faire appel aux ressources de l’IDA). C’est le cas de la Turquie et de la Corée du Sud, des ex-emprunteurs de l’IDA, devenus aujourd'hui des bailleurs de fonds. Des fonds supplémentaires proviennent des revenus de la BIRD.